# Trichostomum subconnivens
Trichostomum subconnivens är en bladmossart som beskrevs av Thériot 1941. Trichostomum subconnivens ingår i släktet lansettmossor, och familjen Pottiaceae. Inga underarter finns listade i Catalogue of Life.